# 魯克維茨湖
53°42′30″N 11°59′19″E / 53.70833°N 11.98861°E
魯克維茨湖（德語：Ruckwitzsee），是德國的湖泊，位於該國東北部梅克倫堡-前波美拉尼亞州，由路德維希斯盧斯特-帕爾希姆縣負責管轄，長0.4公里、寬0.2公里，面積0.57平方公里，海拔高度46米。